# Selfaktor

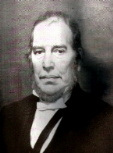
Vynálezce selfaktoru Richard Roberts (1789-1864)

Selfaktor, česky také zvaný samopřed, je dopřádací stroj vynalezený ve 30. letech 19. století
anglickým konstruktérem Robertsem.  

## Konstrukce a způsob práce stroje
Stroj sestává
- z pevné části s rámem na přástové vály a s podávacím ústrojím a
- z vozu s vřeteny a navinovacími elementy, který se během předení vzdaluje od pevné části až na 3 metry.

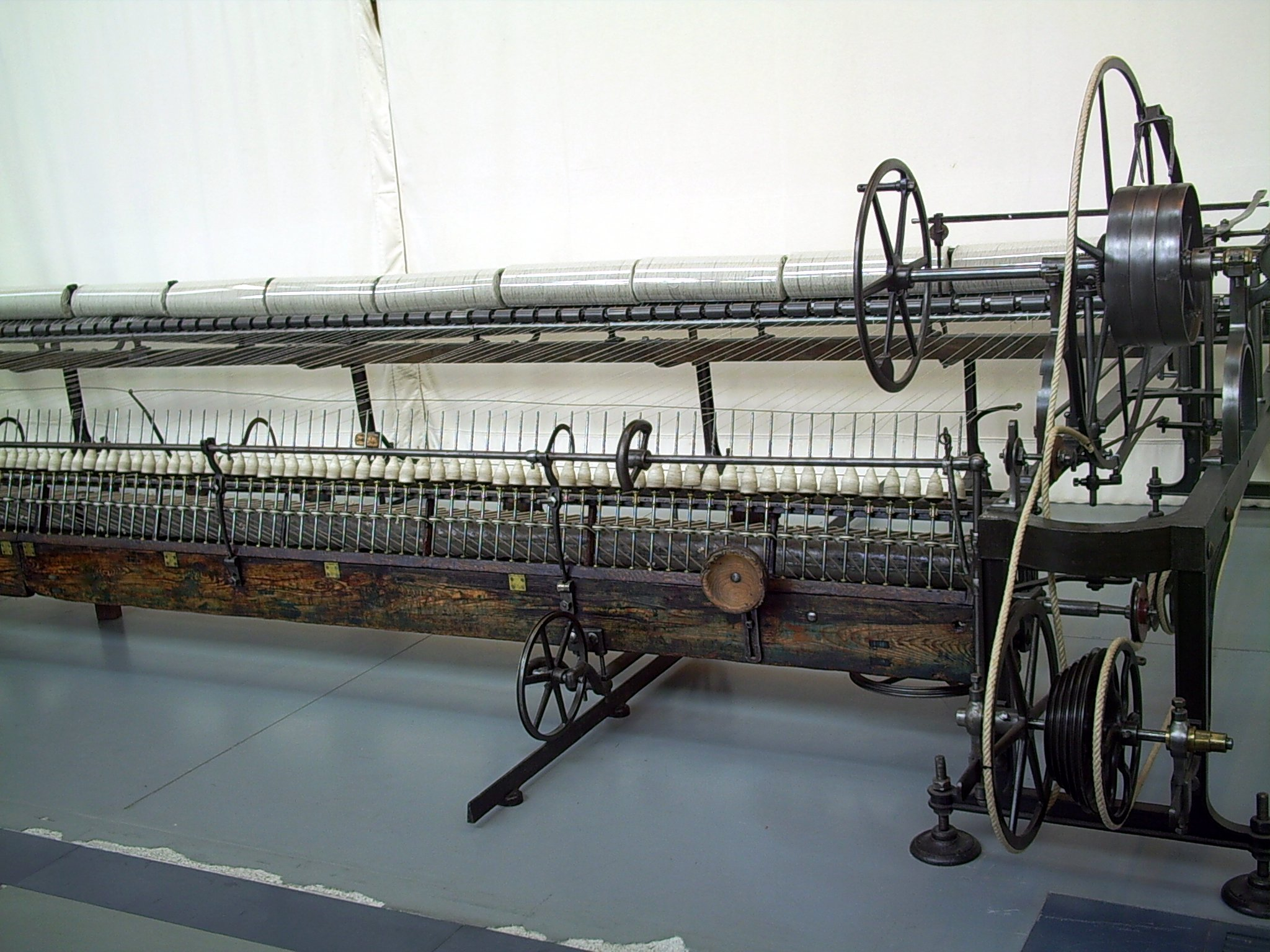
Selfaktor ve španělském textilním muzeu

Předení probíhá jako přetržitý proces v několika fázích:
- Válečky dodávají přást, vůz se vzdaluje od podávání, přást se protahuje (zjemňuje) a vřetena ho mírně zakrucují
- Dodávka přástu se zastaví, vřetena se otáčí maximální rychlostí, dokončují zakrucování a vůz se pomalu přibližuje k pevné části stroje
- Vůz se zastaví, vřetena se několikrát otočí opačným směrem (záloha k navíjení), vůz se vrací do základní polohy v blízkosti podávání, vřetena se otáčí původním směrem a příze se navíjí na dutinku (nasazenou na vřetenu)

Jisté zjednodušení představovala konstrukce selfaktoru z počátku 20. století s pevnou vřetenovou lavicí a s pojízdným rámem na přástové vály. Na technologii předení a vlastnostech příze se však při této alternativě nic nezměnilo.

### Výhody oproti prstencovým dopřádacím strojům

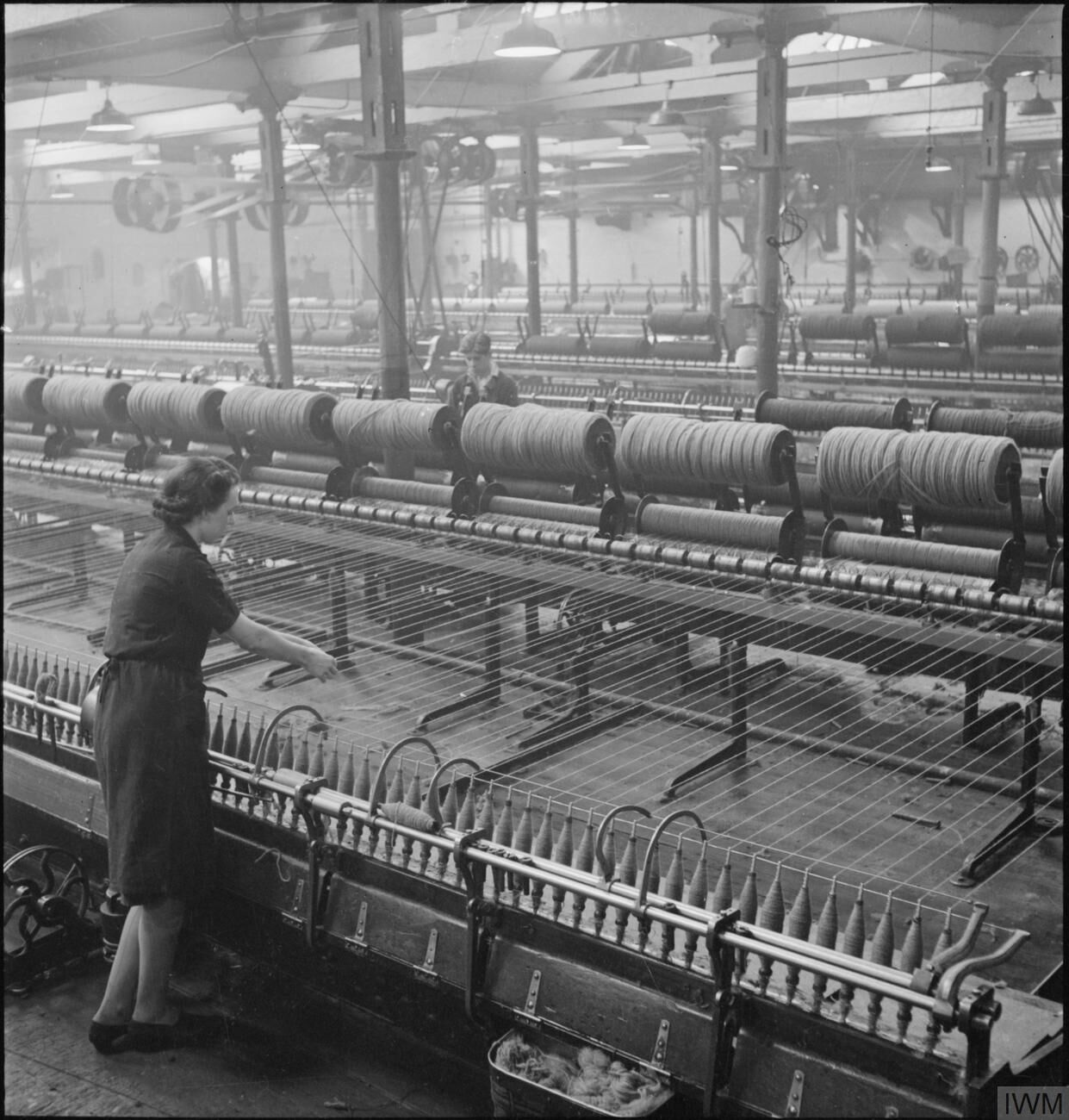
Selfaktory v anglické přádelně vigoně v roce 1942

Při zakrucování a protahování přástu se posunují vlákna tak, že se vyrovnávají tenká a tlustá místa v průřezu příze. Selfaktorová příze je stejnoměrnější a na selfaktoru se nechá vyrobit jemnější příze. Rozdíly jsou zřetelné zejména u přízí z mykané vlny a z vlákenných odpadů.

### Nevýhody
Výrobní náklady na selfaktorovou přízi jsou podstatně vyšší zejména proto, že rychlost stroje je oproti prstencovým dopřádačkám méně než poloviční, výrobní plocha více než trojnásobná, mechanizmus a seřizování stroje podstatně složitější.

## Z historie
V roce 1830 byl R.Robertsovi udělen patent na „samočinný“, self-acting mule = selfaktor.
Roberts zdokonalil a zmechanizoval stroj spinning mule konstruktéra Cromptona z roku 1779, při čemž převzal Cromptonův koncept periodického (přerušovaného) procesu předení a všechny základní elementy původní konstrukce. 
Selfaktor se uplatnil při výrobě vlněných i bavlněných přízí i v konkurenci s produktivnějším prstencovým strojem (ve stejné době zaváděným). Kolem roku 1900 se v Evropě a v Americe vyráběla na selfaktorech asi polovina všech přízí. V roce 1920 se ještě podílely selfaktory na celkovém počtu ve světě instalovaných vřeten 45 %,  (V československých vlnařských přádelnách bylo ještě v 60. letech 20. století z 500 tisíc instalovaných vřeten 290 tisíc na selfaktorech)). Ve 20. století se však postupně prosadily jiné technologie dopřádání, takže ke konci tohoto období bylo v provozu jen několik málo strojů.
V roce 2013 byl na světě známý jen jeden výrobce selfaktorů. Ten nabízel stroj s otáčkami vřeten do 12 000/min, vhodný zejména pro výrobu dražších, jemných mykaných přízí (až do 17 tex) např. z kašmírské vlny, velbloudí srsti nebo angory. 